# ONE Fight Night 6
ONE Fight Night 6: Superbon vs. Allazov fue un evento de deportes de combate producido por ONE Championship llevado a cabo el 14 de enero de 2023, en el Impact Arena en Bangkok, Tailandia.

## Historia

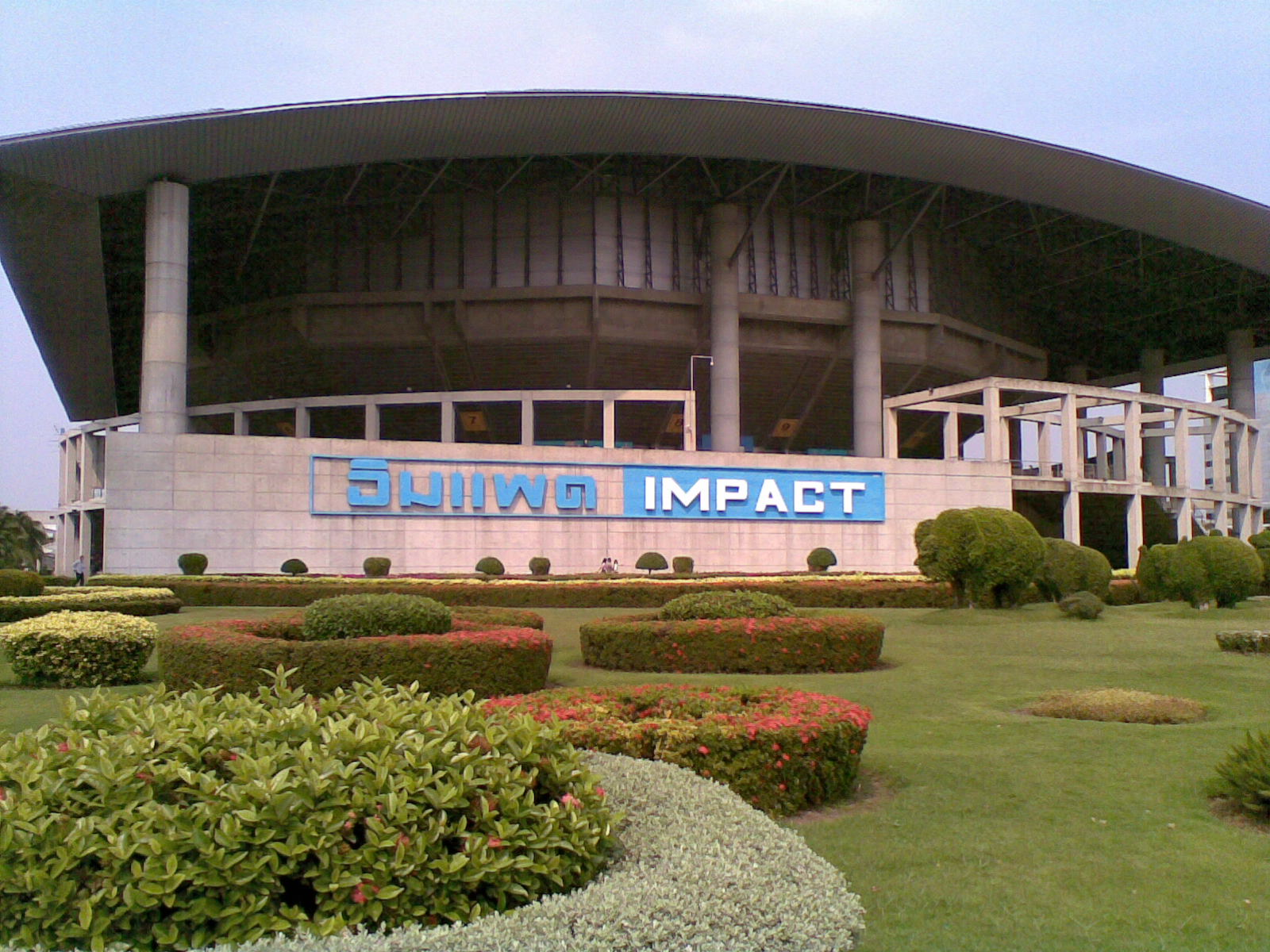
Impact Arena, Bangkok, Tailandia

El 12 de septiembre de 2022, el Chairman y CEO de ONE Chatri Sityodtong anunció durante la conferencia de prensa de ONE Lumpinee que ONE regresaría al Impact Arena en Bangkok, Tailandia. Se esperaba que el evento presente a los Campeones Mundiales de ONE Rodtang Jitmuangnon y Nong-O Gaiyanghadao, además de una pelea de reglas especiales entre la ex-Campeona de Peso Átomo de Kickboxing y Muay Thai de ONE Stamp Fairtex (además de Campeona del Grand Prix de Peso Átomo de ONE) y la ex-Campeona de Peso Súper Gallo de Glory Anissa Meksen. Sin embargo, Meksen no asistió al pesaje. Por consecuencia, no se le permitió competir. En una publicación en redes sociales, explicando que estaba en peso y no estaba enferma, citando problemas familiares como la razón por la que ella no fue capaz de comeptir. Por lo que Stamp terminó enfrentando a Anna Jaroonsak en una pelea de peso paja femenino de kickboxing.
Una pelea por el Campeonato Mundial de Kickboxing de Peso Pluma de ONE entre el actual campeón Superbon Singha Mawynn y el Campeón del Grand Prix de Kickboxing de Peso Pluma de ONE (además de ex-Campeón de Peso Súper Wélter de K-1) Chingiz Allazov encabezó el evento. La pelea estaba originalmente planeada para ocurrir en ONE on Prime Video 2. Sin embargo, Allazov se retiró de la pelea por una lesión y la pelea fue reagendada para ONE on Prime Video 5. Sin embargo, Superbon sufrió una lesión y la pelea fue finalmente trasladada a este evento.
Una pelea por el Campeonato Mundial de Muay Thai de Peso Gallo de ONE entre el actual campeón Nong-O Gaiyanghadao y el ex-Campeón Mundial de Kickboxing de Peso Gallo de ONE Alaverdi Ramazanov estaba originalmente programada para encabezar el evento. La pelea fue trasladada al evento inaugural de ONE Lumpinee.
Una pelea por el Campeonato de Submission Grappling de Peso Mosca de ONE el actual campeón Mikey Musumeci y el dos veces campeón mundial de Sambo Sayan Khertek se llevó a cabo en el evento. Sin embargo, Khertek sufrió una lesión y fue reemplazado por el Campeón de Mundial de Combat Sambo de 2022 Gantumur Bayanduuren.
Una revancha por el Campeonato de Kickboxing de Peso Mosca de ONE entre el actual campeón Ilias Ennahachi y el rankeado #2 Superlek Kiatmuu9 estaba programada para llevarse a cabo en el evento. El par se enfrentó previamente en febrero de 2021 en ONE: Fists of Fury, donde Ennahachi defendió el título por una controversial decisión unánime. Sin embargo, el 2 de enero de 2023 se reveló que Ennahachi fue despojado de su título por la incapacidad de dar el límite de peso mosca y mantenerse hidratado. Como resultado, Superlek enfrentó a Daniel Puertas por el título vacante.
El Campeón Mundial de Muay Thai de Peso Mosca de ONE Rodtang Jitmuangnon estaba programado para enfrentar al español Daniel Puertas en una pelea de kickboxing en el evento. Sin embargo, se anunció que Puertas enfrentaría a Superlek Kiatmuu9 por el título de kickboxing vacante y fue reemplazado por Jiduo Yibu.
Una pelea de peso paja entre Lito Adiwang y el debutante Mansur Malachiev estaba programada para ocurrir en el evento. Sin embargo, Adiwang se retiró del evento debido un recurrente dolor de rodilla lueg de su pelea contra Jeremy Miado en ONE: X y la pelea fue cancelada.
En el pesaje, dos peleadores no dieron el peso para sus respectivas peleas. Rodtang Jitmuangnon pesó 136.5 libras, 1.5 libras sobre el límite de peso mosca. Ekaterina Vandaryeva pesó 125.5 libras, 0.5 libras sobre el límite de peso paja. Ambas peleas estaban planificadas para proseguir en peso pactado con Rodtang y Vandaryeva entregando el 20% de sus bolsas a sus oponentes, Jiduo Yibu y Anna Jaroonsak respectivamente. Sin embargo, Anna fue programada para enfrentar a Stamp Fairtex en una pelea de kickboxing de peso paja y la pelea entre Anna y Vanderyeva fue cancelada.

## Resultados
1. ↑  Por el Campeonato Mundial de Kickboxing de Peso Pluma de ONE.
2. ↑  Por el Campeonato Mundial Vacante de Kickboxing de Peso Mosca de ONE.
3. ↑  Por el Campeonato Mundial de Submissiong Grappling de Peso Mosca de ONE.
4. ↑  Rodtang no dio el peso (136.5 lbs).

## Bonificaciones
Los siguientes peleadores recibieron bonos de $50.000.
- Actuación de la Noche: Stamp Fairtex, Aung La Nsang y Chingiz Allazov[23]